# 八代俊盛
八代 俊盛（やしろ としもり / しゅんせい）は、戦国時代の武将。椎名氏、後に能登畠山氏の家臣。安芸守、安芸入道と称した。

## 略歴
八代氏は越中国射水郡八代荘（現在の富山県氷見市）を拠点とした土豪で、はじめは椎名宮千代に仕えていた。
弘治元年（1557年）、温井続宗・三宅総広が畠山義綱に謀反を起こした際（弘治の内乱）、椎名氏は義綱に味方し、俊盛は椎名軍を率いて能登に侵攻した 。その後、俊盛は越中には戻らず義綱に臣従し、温井氏の領地であった鳳至郡輪島を一時領有した 。
永禄9年（1566年）9月、長続連・遊佐続光と共謀して義綱を近江に追放して幼少の義慶を擁立すると、義綱に随行した飯川光誠に代わって年寄衆の一員となった。
永禄11（1568年）年6月、義綱が能登を奪還するため七尾城に侵攻した際、俊盛はこれを迎え撃つが敗れた（『自養録紙背文書』）。